# Camponotus cinerascens
Camponotus cinerascens é uma espécie de inseto do gênero Camponotus, pertencente à família Formicidae.